# Liste der Kulturgüter in Safnern
Die Liste der Kulturgüter in Safnern enthält alle Objekte in der Gemeinde Safnern im Kanton Bern, die gemäss der Haager Konvention zum Schutz von Kulturgut bei bewaffneten Konflikten, dem Bundesgesetz vom 20. Juni 2014 über den Schutz der Kulturgüter bei bewaffneten Konflikten sowie der Verordnung vom 29. Oktober 2014 über den Schutz der Kulturgüter bei bewaffneten Konflikten unter Schutz stehen.
Es sind weder A-Objekte noch B-Objekte auf dem Gemeindegebiet ausgewiesen, Objekte der Kategorie C fehlen zurzeit (Stand: 9. April 2024). Unter übrige Baudenkmäler sind Objekte zu finden, die im Bauinventar des Kantons Bern als «schützenswert» verzeichnet sind.

## Übrige Baudenkmäler
Hinweis: Als Objekt-Identifikator (ID) wird die Grundstücksnummer verwendet.
| ID  | Foto |                                                                                            | Objekt                                                 | Typ | Standort                          | Beschreibung |
| --- | ---- | ------------------------------------------------------------------------------------------ | ------------------------------------------------------ | --- | --------------------------------- | ------------ |
| 41  | ja   | Datei hochladen · Wikidata zu Ehemaliges Schulhaus – heute Gemeindeverwaltung (Q112607692) | Ehemaliges Schulhaus – heute Gemeindeverwaltung (1859) | G   | Hauptstrasse 62 591242 / 222082   |              |
| 43  | ja   | Datei hochladen                                                                            | Feuerwehrmagazin (1851)                                | G   | Schaumberg 2 591129 / 222279      |              |
| 156 | ja   | Datei hochladen                                                                            | Brunnen (1726)                                         | K   | Hauptstrasse N.N. 591257 / 222103 |              |
| 179 | BW   | Datei hochladen                                                                            | Ehemaliges Bauernhaus (1888)                           | G   | Gasse 6 591301 / 222004           |              |
| 189 | BW   | Datei hochladen                                                                            | Bauernhaus (1819)                                      | G   | Am Gässli 3 591571 / 222545       |              |
| 326 | ja   | Datei hochladen                                                                            | Ehemaliges Bauernhaus (1865)                           | G   | Hauptstrasse 60 591217 / 222057   |              |
| 479 | ja   | Datei hochladen                                                                            | Mühle (1829)                                           | G   | Talstrasse 18 591025 / 222330     |              |
| 490 | ja   | Datei hochladen                                                                            | Bauernhaus (1844)                                      | G   | Bartlomehofweg 7 590541 / 223204  |              |

Hinweis zur Legende: Anstelle der KGS-Nummer wird als Objekt-Identifikator (ID) die Grundstücksnummer verwendet.